# 依光隆
依光 隆（よりみつ たかし、1926年（大正15年）5月1日 - 2012年（平成24年）12月18日）は、挿絵画家・イラストレーター。高知県生まれ。父親の死去に伴い、隆の兄が働いていた満州に呼ばれ、1940年（昭和15年）から1944年（昭和19年）12月まで中国の大連で過ごす。帰国後、高村光太郎に師事。共同通信社社会部画信室を経てフリーになる。SFから児童書まで幅広い分野の挿絵で活躍。ハヤカワ文庫SFの「宇宙英雄ペリー・ローダン」シリーズは、第1巻から第367巻を38年間にわたり担当した。
「白旗の少女」の挿絵と装幀で1990年度児童福祉文化賞を受賞。日本出版美術家連盟理事、創作集団プロミネンス（旧・少年文芸作家クラブ）会長を務めていた。

## 略歴
- 1926年（大正15年） 高知県香美郡（現・香美市）土佐山田町に、川島家の次男として生まれる。家は古くから染物業を営んでいた[3]。
- 1933年（昭和8年） 楠目尋常小学校に入学[4]。
- 1939年（昭和14年） 楠目尋常小学校高等科に進学[4]。
- 1940年（昭和15年） 日本未来派の詩人である兄の川島豊敏に呼ばれて 満州の大連に渡り、満鉄育成学校に入学[3]。
- 1944年（昭和19年） 大連美術学院油絵学科に入学。同年12月、召集され日本に帰国、山口県防府海軍通信学校に入学[5]。
- 1945年（昭和20年） 海軍呉鎮守府第八特攻戦隊第二三突撃隊須崎水上基地に配属される[6]。終戦後、香美郡の実家に戻り、高知県教育委員会などに勤務する。この頃から岩手県花巻にいた詩人・高村光太郎と文通を始め、詩や絵画について多大な影響を受ける[3][7]。
- 1947年（昭和22年） 高知県出身の詩人・岡本弥太の詩碑[8]建設委員会の意向で、詩碑の揮毫を高村光太郎に依頼し、快諾される[9]。
- 1954年（昭和29年） 依光敏子と結婚し、依光姓となる。11月上京[3]。
- 1955年（昭和30年） 共同通信社に入社し、社会部画信室に勤務[10]。
- 1957年（昭和32年） フリーランスの挿絵画家となる。
- 1964年（昭和39年） 3月　高知大丸にて個展『依光隆個人展』開催。
- 1999年（平成11年） 11月　高知県土佐山田町立美術館（現・香美市立美術館）にて個展『挿し絵画家   依光隆の人と作品展』開催。
- 2009年（平成21年） 12月　画業から引退する[11]。
- 2012年（平成24年） 12月18日　急性肺炎のため86歳で死去[1]。
- 2015年（平成27年） 1月　高知県立美術館および文房堂ギャラリー（東京・神保町）にて回顧展『挿絵画家 依光隆展』開催。

## 作品
- 画集
  - 『宇宙英雄ペリー・ローダンの世界』（早川書房、1981年）
  - 『零戦燃ゆ』（文藝春秋、1990年）
  - 「零戦燃ゆ」（文藝春秋、1990年）
- その他
  - 『マザー・テレサこんにちは』（女子パウロ会、1980年）
  - 『白旗の少女』（講談社、1989年)